# David Sirota
David J. Sirota (New Haven, 2 novembre 1975) è un giornalista, editore, scrittore e sceneggiatore statunitense.

## Biografia
David Sirota è nato a New Haven, nel Connecticut, ma è cresciuto nella Contea di Montgomery, nella periferia di Filadelfia, in Pennsylvania. 
Dopo aver studiato alla William Penn Charter School, si è laureato con lode in giornalismo e scienze politiche alla Northwestern University.
Dopo vari impieghi nella politica, Sirota è diventato l'addetto stampa e il portavoce di Bernie Sanders, in Vermont. Successivamente ha servito come stratega durante la campagna elettorale di Brian Schweitzer per il Senato, nel 2000. Nel settembre del 2006 ha lavorato come consulente politico per la campagna elettorale di Ned Lamont per il Senato degli Stati Uniti.
Nel maggio 2005, Sirota è diventato collaboratore dell'HuffPost. È stato ospite regolare nel programma The Al Franken Show e ha fatto delle apparizioni come ospite nei talk show come The Colbert Report, Countdown with Keith Olbermann, Lou Dobbs Tonight e CNBC. 
Ha collaborato a OpenLeft, un blog politico. 
Nel maggio del 2020 si è unito a Jacobin, lavorando come redattore generale. 
Nel maggio del 2006 viene pubblicato il suo primo libro Hostile Takeover. Nel 2008 viene pubblicato il suo secondo libro The Uprising, che si è posizionato al ventesimo posto nell'elenco dei bestseller del The New York Times dell'anno.
Sirota è sposato con la politica Emily Sirota, esponente del Partito Democratico.

## Opere
- Hostile Takeover: How Big Money and Corruption Conquered Our Government and How We Take It Back (2006)
- The Uprising: An Unauthorized Tour of the Populist Revolt Scaring Wall Street and Washington (2008)
- back to Our Future: How the 1980s Explain the World We Live in Now-Our Culture, Our Politics, Our Everything (2011)

## Filmografia parziale

### Sceneggiatore
- Don't Look Up, regia di Adam McKay (2021)

### Giornalista

#### Documentari
- The '80s: The Decade That Made Us (2013)
- The '90s Greatest (2018)
- The Mehdi Hasan Show (2022)

## Riconoscimenti parziali
- Premio Oscar
  - 2022 - Candidatura alla migliore sceneggiatura originale per Don't Look Up[8][9][10]

- Critics' Choice Awards
  - 2022 - Candidatura alla miglior sceneggiatura originale per Don't Look Up[11][12]